# The Banksia Atlas
The Banksia Atlas è un atlante che documenta gli areali, gli habitat e le forme di crescita di varie specie e di altri sottogeneri di Banksia, un genere icona della flora selvatica australiana.
Pubblicato per la prima volta nel 1988, era il risultato di un programma nazionale triennale che coinvolse oltre 400 volontari amatoriali e professionali.
Il progetto The Banksia Atlas ricalcò nelle modalità il precedente progetto dell'Atlas of Australian Birds, un progetto basato sulla citizen science che mobilitò oltre 7000 volontari nella raccolta di dati di avvistamento di uccelli a partire dal 1978.
Mentre il progetto di questo atlante era in corso, il dott. Stephen Hopper maturò l'interesse per la realizzazione di progetti similari rivolti alla mappatura della flora australiana.
Tra il 1979 e il 1983, Hopper condusse due progetti pilota, valutando l'impiego di volontari e mappatura mediante computer nella registrazione degli avvistamenti di kangaroo paw, piante dei generi Anigozanthos e Macropidia fuliginosa che sono endemiche dell'Australia sudoccidentale, e di varie orchidee dell'Australia Occidentale. 
Nel 1983, fu contattato dall'Australian Biological Resources Study (ABRS), che intendeva pilotare uno studio di distribuzione a livello nazionale per un genere di pianta significativo.
Il genere Banksia fu selezionato come genere di profilo elevato, ampiamente distribuito e facilmente identificato, ma per il quale erano scarse le informazioni relative alla distribuzione e all'habitat.
Finanziato dall'ABRS e dal Department of Conservation and Land Management, il progetto fu avviato nel febbraio 1984, divenendo pubblico nel successivo mese di luglio.
I dati furono raccolti per oltre due anni, periodo nel quale da oltre 400 volontari si ricevettero oltre 25 000 registrazioni di taxa.
Come risultati del progetto The Banksia Atlas, furono scoperte due nuove specie in Australia Occidentale, B. epica e B. oligantha (Wagin Banksia), furono riconosciute nuove varietà di B. oblongifolia (Fern-leaved Banksia), B. occidentalis (Red Swamp Banksia), B. seminuda (River Banksia) e B. spinulosa (Hairpin Banksia) e fu registrata una cultivar di B. serrata (Saw Banksia), la Banksia 'Superman'.
Fu registrato per la prima volta anche un numero notevole di ibridi e furono osservate alcune varianti di colori floreali rari.
Fu accresciuta la conoscenza degli areali virtualmente per ogni specie, con areale esteso a nuovi siti significativi per circa 40 specie.
Furono scoperte popolazioni precedentemente sconosciute per molte specie rare di Banksia, aumentando le conoscenze relativa allo stato di conservazione di queste specie.
Ad esempio, la B. chamaephyton (Fishbone Banksia) fu depennata dalla lista delle piante dichiarate rare a seguito delle conoscenze maturate nel corso del progetto The Banksia Atlas.
Edito da Anne Taylor e Stephen Hopper e pubblicato dall'Australian Government Publishing Service, The Banksia Atlas fu pubblicato per la prima volta nel 1988 e fu ristampato con correzioni nel 1991. Riporta informazioni di distribuzione per 75 specie, 1 sottospecie e 14 varietà di Banksia. Per ogni taxon, l'atlante fornisce una illustrazione e una breve discussione; è riportata anche una mappa dell'areale, assieme a un dettaglio dei dati di osservazione, che mostrano le dimensioni della popolazione, le forme di crescita, i tipi di habitat, la risposta agli incendi, i periodi di fioritura e gli impollinatori osservati.